# Richard Ithamar Aaron
Richard Ithamar Aaron (* 6. November 1901 in Glamorgan, Wales; † 29. März 1987 in Aberystwyth) war ein walisischer Philosoph.

## Leben und Karriere
Richard Ithamar Aaron wurde am 6. November 1901 in Blaendulais, Glamorgan, als Sohn von William Aaron (* 1864; † 1937) und seiner Frau Margaret Griffith († 1940) geboren. Er wurde streng baptistisch erzogen und wuchs in Ynystawe auf, wo er von 1910 bis 1932 lebte und das Gymnasium in Ystalyfera besuchte. Von dort aus ging er 1918 an die University of Wales nach Cardiff, um Geschichte und Philosophie zu studieren. 1923 bekam er dort ein Stipendium, was ihm ermöglichte, am Oriel College in Oxford weiter zu studiere, wo er 1928 für seine Dissertation mit dem Titel „The history and value of the distinction between intellect and intuition“ (deutsch: „Die Geschichte und der Wert der Unterscheidung zwischen Intellekt und Intuition“) den Doktortitel erhielt.
Seine erste Anstellung erhielt er bereits 1926 als Dozent an der philosophischen Fakultät der Swansea University, wo er 1932, nach dem Ruhestand seines Vorgängers, auf den Lehrstuhl für Philosophie berufen wurde.
Aarons früheste Veröffentlichungen konzentrierten sich auf Erkenntnistheorie und Ideengeschichte, wobei sein lebenslanges Interesse an der Philosophie von John Locke geweckt wurde. Seine Forschungen in diesem Bereich führten 1937 zur Veröffentlichung seines Buches über das Leben und Werk von John Locke, das später als Standardwerk zu diesem Thema anerkannt wurde. Aaron steht Lockes Theorien über Wissen und Wahrnehmung in mehreren Punkten kritisch gegenüber, sympathisiert aber mit seiner Behandlung von primären und sekundären Qualitäten, wobei er die Ersteren als Ideen betrachtet, die den primären Qualitäten ähneln, und die Letzteren als repräsentative, aber nicht ähnliche Kräfte von Objekten, die von ihren primären Qualitäten abhängen. Ungefähr zeitgleich lernte er Rhiannon Morgan (* 1911) kennen, mit der er am 28. Juli 1937 in Aberystwyth heiratete und schlussendlich fünf Kinder –  drei Töchter und zwei Söhne – hatte.
Aaron veröffentlichte weiterhin zahlreiche Artikel, darunter mehrere in walisischer Sprache, sowie ein walisisches Buch über die Geschichte der Philosophie: Hanes athroniaeth–o Descartes i Hegel, veröffentlicht 1932. Er versuchte, das Interesse am Philosophieren in walisischer Sprache zu fördern und gründete 1932 eine Sektion für Philosophie an der University of Wales: Die „Guild of Graduates“, eine Gesellschaft, die bis heute (Stand: August 2024) besteht und all ihre Beiträge, die jährlich als „Efrydiau Athronyddol“ veröffentlicht werden, vollständig in walisischer Sprache verfasst hat. Zu seinen weiteren Artikeln gehören einige, die sich mit dem Problem der Universalien befassen: Two senses of the word universal (deutsch: „Zwei Bedeutungen des Wortes universal“), veröffentlicht 1939, und „Our knowledge of universals“ (deutsch: „Unser Wissen über Universalien“).
Aarons Arbeit über Universalien gipfelte in einem weiteren umfangreichen Buch, The Theory of Universals, veröffentlicht 1952. Er greift die Vorstellung von Universalien als platonische Formen an, steht aber dem aristotelischen Realismus über Essenzen ebenso kritisch gegenüber wie dem Nominalismus und dem Konzeptualismus als Theorien über Universalien. Er verteidigt den Begriff der gemeinsamen Qualitäten, die er als Identitäten betrachtet: „The colour of this postage stamp does not resemble the colour of the second stamp but is identical with it.“ (deutsch: „Die Farbe dieser Briefmarke ähnelt nicht der Farbe der zweiten Briefmarke, sondern ist mit ihr identisch“). Wir erfassen laut Aaron den Begriff einer solchen Farbe, indem wir von der Farbe abstrahieren, sie ausblenden und uns so ein Bild von ihr machen. Es gibt jedoch noch einen zweiten Aspekt in Aarons Theorie. Er argumentiert, dass das Erfassen der Bedeutung eines Wortes wie „Haus“ eine Frage des Erwerbs einer Disposition ist, das Wort auf eine bestimmte Art und Weise zu verwenden, die sich aus der Vertrautheit mit einem wiederkehrenden Muster ergibt. Aaron hat eine zweite Auflage seines Buches über Universalien herausgegeben, die einen zusätzlichen Abschnitt enthält, der sich mit den Ansichten von Frege befasst.
In den 1950er Jahren veröffentlichte Aaron weiterhin mehrere Artikel in Fachzeitschriften. In den Jahren 1952 bis 1953 war er Gastprofessor an der Yale University, wo er in der Pierpont Morgan Library den Entwurf C von Lockes Essay studieren konnte. Die Ergebnisse dieses Studiums erschienen 1955 als umfangreiche Ergänzung in der zweiten Auflage seines „John Locke“. Im selben Jahr wurde er zum Mitglied der British Academy und zum Präsidenten der Mind Association gewählt. Als Vorsitzender des Central Advisory Council for Education (Wales) war Aaron für die Berichte von 1948, 1951 und 1953 verantwortlich. Auch der Rat für Wales erstellte während seines Vorsitzes in diesem Gremium drei wichtige Berichte. Er war viele Jahre lang stellvertretender Vorsitzender des Coleg Harlechs und auch Vorsitzender des Library Advisory Council (Wales). 1957 wurde Aaron Präsident der Aristotelischen Gesellschaft.
1967 veröffentlichte Aaron eine zweite Auflage von The Theory of Universals, mit einem neuen Vorwort, mehreren Ergänzungen und der Neufassung ganzer Kapitel. Die dritte Auflage seines Buches über Locke war 1971 fertig, als sein letztes Buch, Knowing and the Function of Reason, erschien. Das Buch enthält eine umfassende Diskussion der logischen Prinzipien des Widerspruchsverbots, der ausgeschlossenen Mitte, der Identität, des Sprachgebrauchs in Sprache und Denken sowie der Substanz und Kausalität. Aaron vertritt die Ansicht, dass es so etwas wie eine „fehlbare Meinung“ gibt, die nicht zufriedenstellend ist und weniger ist, als wir oft haben, aber wir können uns auch ein unfehlbares Wissen vorstellen, das wir jedoch nie tatsächlich erlangen. Aber es gibt etwas, das besser ist als eine fehlbare Meinung, das aber dennoch hinter dem unfehlbaren Wissen zurückbleibt, nämlich ein Gefühl der Sicherheit, das Aaron auch als „probable knowledge“ (deutsch: „wahrscheinliches Wissen“) bezeichnet.
Nach seiner Pensionierung im Jahr 1969 lehrte Aaron ein Semester lang am Carleton College in Minnesota. Nach seiner Rückkehr aus Minnesota beschäftigte er sich damit, Artikel für die Ausgabe 1974 der Encyclopædia Britannica zu schreiben. Schließlich erkrankte er an Alzheimer. Aaron starb am 29. März 1987 friedlich in seinem Haus in Aberystwyth und wurde am 4. April auf dem örtlichen Friedhof beigesetzt. Er blieb zeitlebens ein treues Mitglied der Gottesdienste der örtlichen Kirche.

## Werke (Auswahl)
- The Nature of Knowing. Williams & Norgate, London 1930, ISBN 978-0-598-92205-2.
- Hanes athroniaeth–o Descartes i Hegel. University of Wales Press. 1932, ISBN 978-0-7083-0382-5.
- Two senses of the word universal. Mind, 1939
- Our Knowledge of Universals. Milford, 1947.
- The Theory of Universals. 1952.
- The True and the Valid. Oxford University Press, 1955.
- Contemporary British Philosophy. Allen & Unwin, 1961.
- John Locke. Clarendon Press, 1965.
- The Theory of Universals (With Bibl. Notes). Clarendon Press, 1967.
- Knowing and the function of reason. Clarendon Press, 1971.